# Клуб Банка Англии
Клуб Банка Англии (англ. Bank of England club) — прозвище в английском футболе, которое даётся клубу с сильной финансовой поддержкой. В 1930-е это прозвище носил лондонский «Арсенал», также оно ходило за ним в те годы, пока он был единственным из клубов Большой Четвёрки, финансировавшимся преимущественно английскими предприятиями и организациями.

## Клубы с прозвищем

### Арсенал

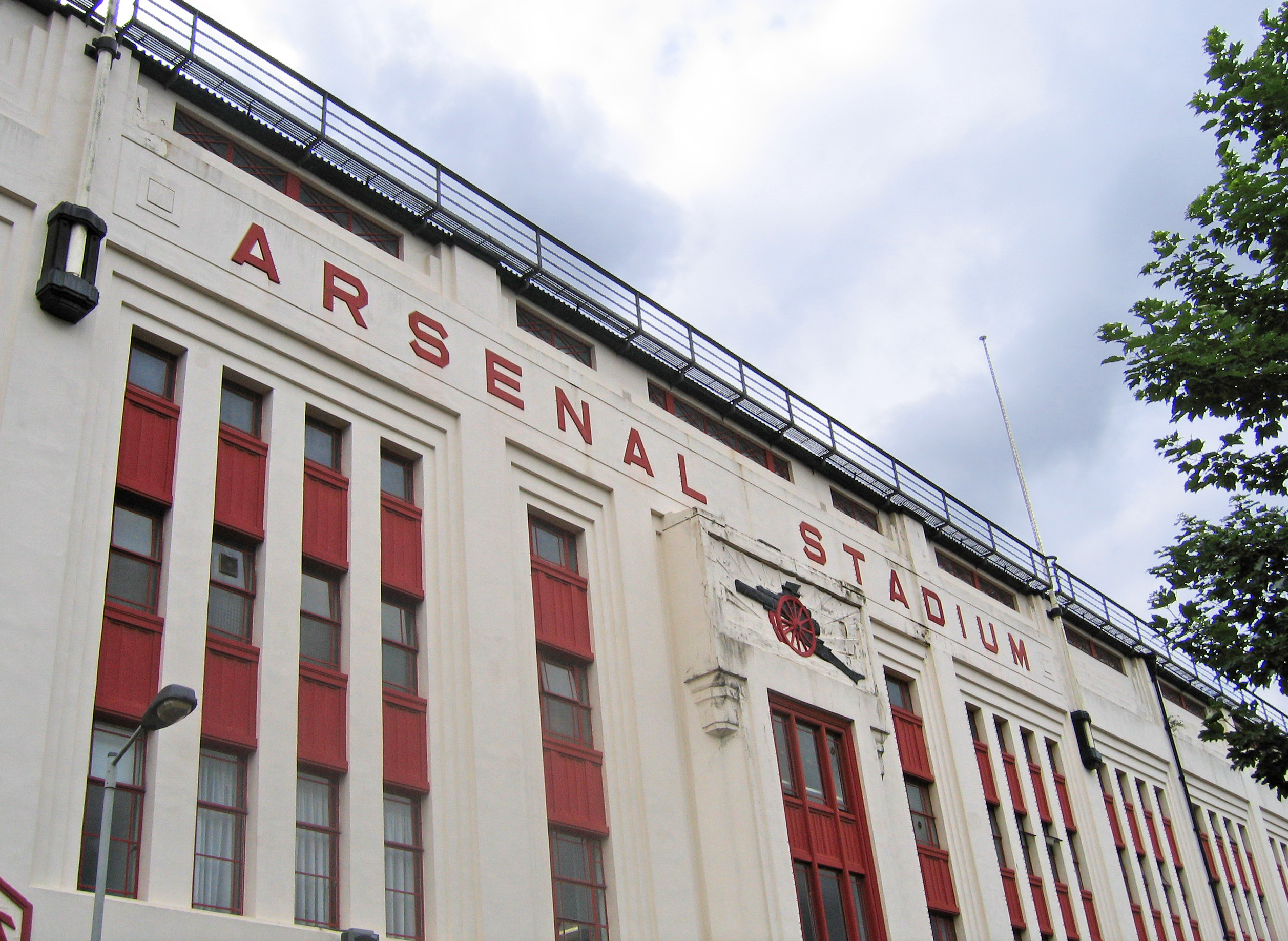
Восточная сторона Хайбери

Прозвище «команда Банка Англии» закрепилось за клубом после того, как были установлены рекорды по трансферу игроков данным клубом. Бернард Джой говорил, что люди «насмехались над методами Банка Англии, использовавшимися для построения команды», особенно после покупки Дэвиджа Джека за пятизначную сумму. «Арсенал» продолжал тратить деньги на покупку таких сильных игроков, как Алекс Джеймс, а после приобретения Брина Джонса в 1938 году побил рекорд по объёмам трансферов для английских клубов.
«Хайбери», новый стадион «Арсенала», предоставлял значительные ресурсы клубу. В 1935 году «Арсенал» стал первым клубом, собравшим свыше 100 тысяч фунтов стерлингов с продажи билетов. Ещё 2500 фунтов стерлингов клуб зарабатывал с продажи программок на матчи, а также обладал финансовыми резервами размером в 60 тысяч фунтов стерлингов, благодаря чему и заслужил прозвище «Клуб Банка Англии». Строительство и отделка трибун стадиона «Хайбери» в стиле ар-деко и мраморный венецианский терраццо на стадионе закрепили это прозвище за клубом.
Эта эпоха закончилась во Вторую мировую войну, когда стадион был разрушен во время лондонских бомбардировок. Клуб потратил почти все свои резервы на восстановление арены, что ознаменовало конец эпохи «клуба Банка Англии». В 2011 году наблюдатели из СМИ объявили об окончательном прекращении использования данного термина, поскольку контрольный пакет акций клуба приобрёл американец Стэн Кронке.

### Сандерленд
В конце 1940-х годов и начале 1950-х годов это прозвище носил «Сандерленд», тративший много средств на состав, но не выигравший ничего и вылетевший в дивизион ниже в 1958 году.

### Эвертон
В 1970-е годы это прозвище носил «Эвертон», когда тренеру Гарри Каттерику владелец клуба Джон Мурс предоставил карт-бланш в использовании средств. В 1970 году клуб стал чемпионом Англии, но его игроки вскоре были быстро распроданы.